# 国道163号

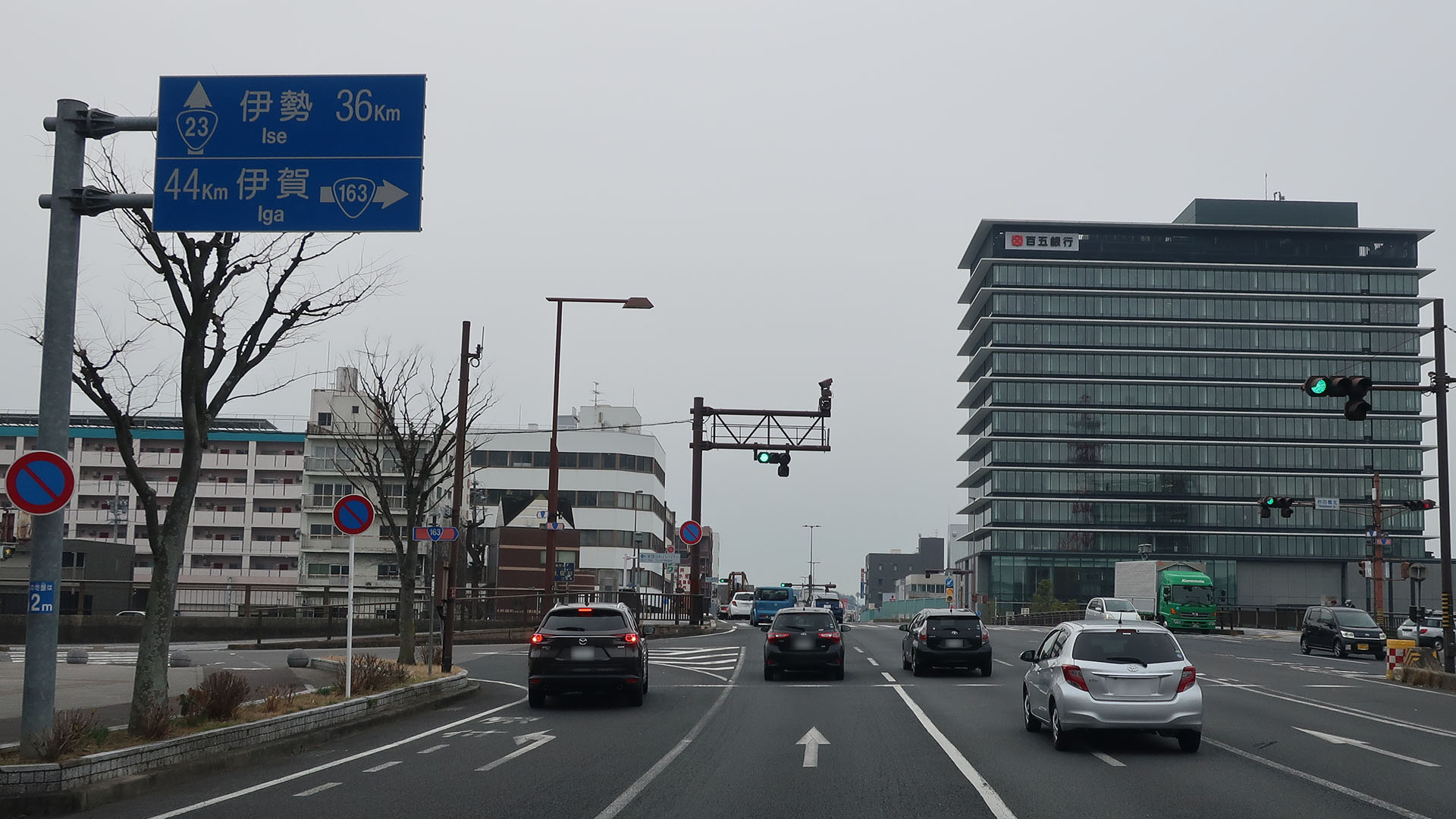
国道163号終点
三重県津市 岩田橋北交差点

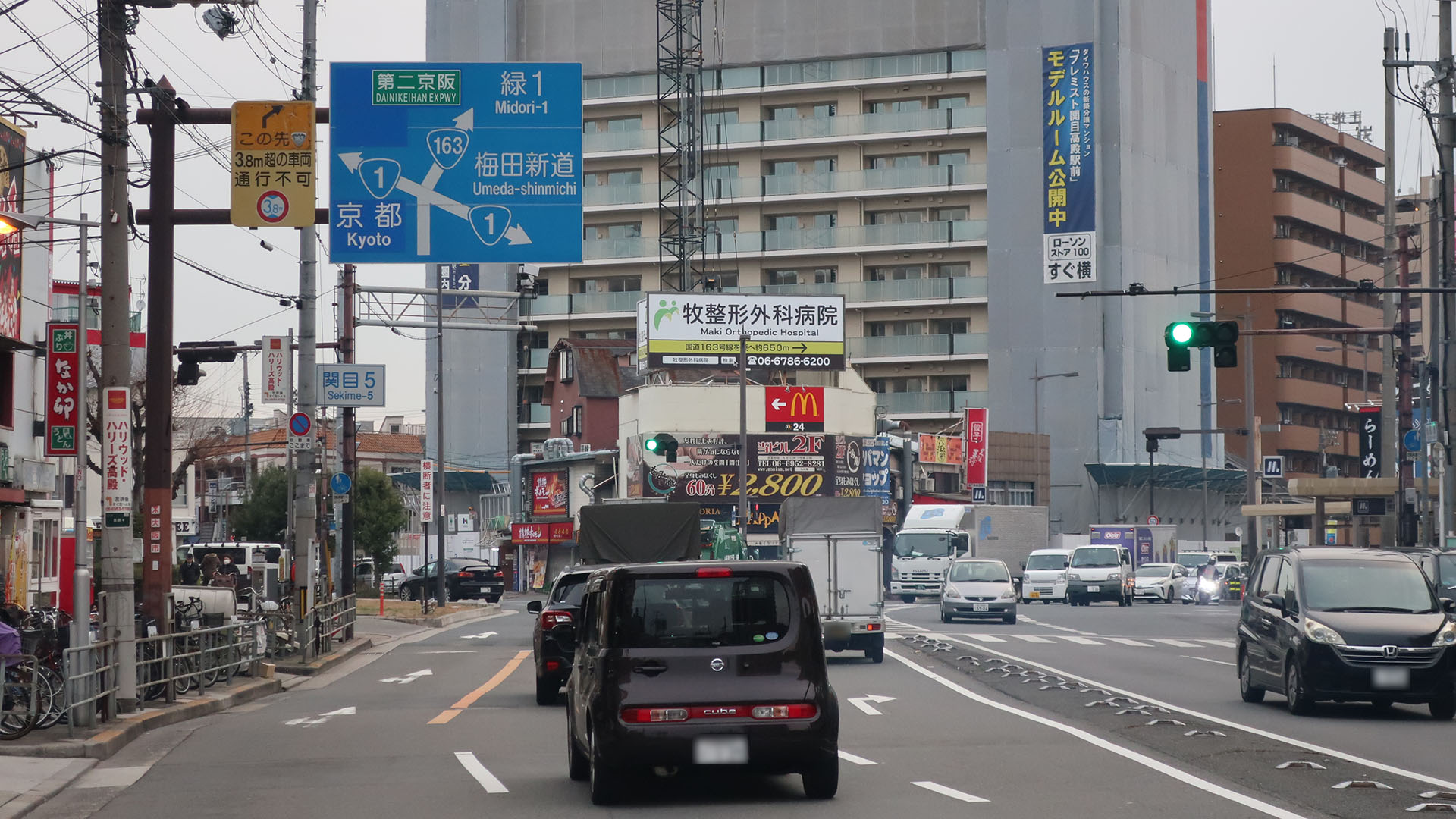
国道1号（重複区間）からの分岐地点付近
大阪府大阪市城東区 関目5交差点

国道163号（こくどう163ごう）は大阪府大阪市北区から京都府木津川市を経由して、三重県津市に至る一般国道である。

## 概要
起点の梅田新道から、関目5交差点までの国道1号との重複区間を通行した後、大阪府の北河内地域や奈良県生駒市、京都府南端にあたる相楽地域や三重県伊賀市を経由し、終点の津市に至る路線で、国道25号、国道165号と同様、近畿地方の東西を結ぶ幹線の一つである。

### 路線データ
一般国道の路線を指定する政令に基づく起終点および重要な経過地は次のとおり。
- 起点：大阪市（北区、梅田新道交差点 = 国道1号、国道25号、国道176号終点、国道2号、国道26号・国道165号起点）
- 終点：津市（岩田橋北交差点 = 国道23号交点）
- 重要な経過地：守口市、門真市、寝屋川市、四條畷市、奈良県生駒市（鹿畑町）、京都府相楽郡精華町、同郡木津町[注釈 3]、同郡山城町[注釈 3]、上野市[注釈 4]、三重県安芸郡美里村[注釈 5]
- 総延長 : 115.6 km（三重県 35.8 km、京都府 35.3 km、大阪府 18.5 km、大阪市 7.9 km、奈良県 18.1 km）重用延長を含む。[2][注釈 6]
- 重用延長 : 9.0 km（三重県 1.3 km、京都府 1.8 km、大阪府 - km、大阪市 5.9 km、奈良県 - km）[2][注釈 6]
- 未供用延長 : なし[2][注釈 6]
- 実延長 : 106.6 km（三重県 34.6 km、京都府 33.5 km、大阪府 18.5 km、大阪市 2.0 km、奈良県 18.1 km）[2][注釈 6]
  - 現道 : 100.3 km（三重県 33.2 km、京都府 29.4 km、大阪府 17.6 km、大阪市 2.0 km、奈良県 18.1 km）[2][注釈 6]
  - 旧道 : 2.7 km（三重県 1.3 km、京都府 0.5 km、大阪府 0.9 km、大阪市 - km、奈良県 - km）[2][注釈 6]
  - 新道 : 3.6 km（三重県 - km、京都府 3.6 km、大阪府 - km、大阪市 - km、奈良県 - km）[2][注釈 6]
- 指定区間：大阪市北区梅田一丁目3番 - 木津川市山城町上狛四丁町8番30（梅田新道交差点（起点） - 上狛四丁町[注釈 7]交差点）[3]

## 歴史
道路法（昭和27年法律第180号）に基づく二級国道として初回指定された路線のひとつである。国道指定当初から現在まで、大阪市から伊賀市までの経路は変わっていないが、同市からは現在の国道25号旧道を経て四日市市に至る路線として指定された。名阪国道の建設に伴い、上野市から四日市市の区間が国道25号に編入され、上野市までの国道となった。上野市から津市までの区間は、1993年（平成5年）に三重県道7号津上野線を編入することで延伸して現在に至る。

### 年表
- 1953年（昭和28年）5月18日 - 二級国道163号大阪四日市線（大阪市 - 四日市市）として指定施行[4]。
- 1964年（昭和39年）2月18日 - 上野市[注釈 4] - 四日市市の区間が一級国道25号に編入され[5]、残区間が二級国道163号大阪上野線（大阪市 - 上野市[注釈 4]）として指定施行[6]。
- 1965年（昭和40年）4月1日 - 道路法改正により一級・二級区分が廃止されて一般国道163号として指定施行[1]。
- 1993年（平成5年）4月1日 - 終点側を延伸し、一般国道163号（大阪市 - 津市）として指定施行[7]。

## 路線状況
大阪市 - 伊賀市の区間は、名阪国道の伊賀以東と組み合わせると、名古屋・北勢方面から大阪への最短ルートとなるためトラックの通行量が多い。山間部、特に京都府笠置町と南山城村の区間は道幅が狭く追い越し禁止となっているが、無理な追い越しによる正面衝突が多発する。このため、2021年（令和3年）からは京都府警察がヘリコプターを使った交通違反の取締りを開始した。

### 通称
- 清滝街道（大阪府・奈良県）
- 笠置街道（京都府）
- 上野中央通り（三重県伊賀市中心部）
- 伊賀街道（三重県）
- 新町通り（三重県津市中心部）

歴史に記述のとおり、かつては大阪市から四日市市に至っていたため、大阪府内を視点にすると「四日市線」という通称があった。大阪からはるかに遠い四日市へ向かう道路は、この国道163号だと認識している大阪人は多いが、最近は死語になりつつある。

### バイパス
高速道路

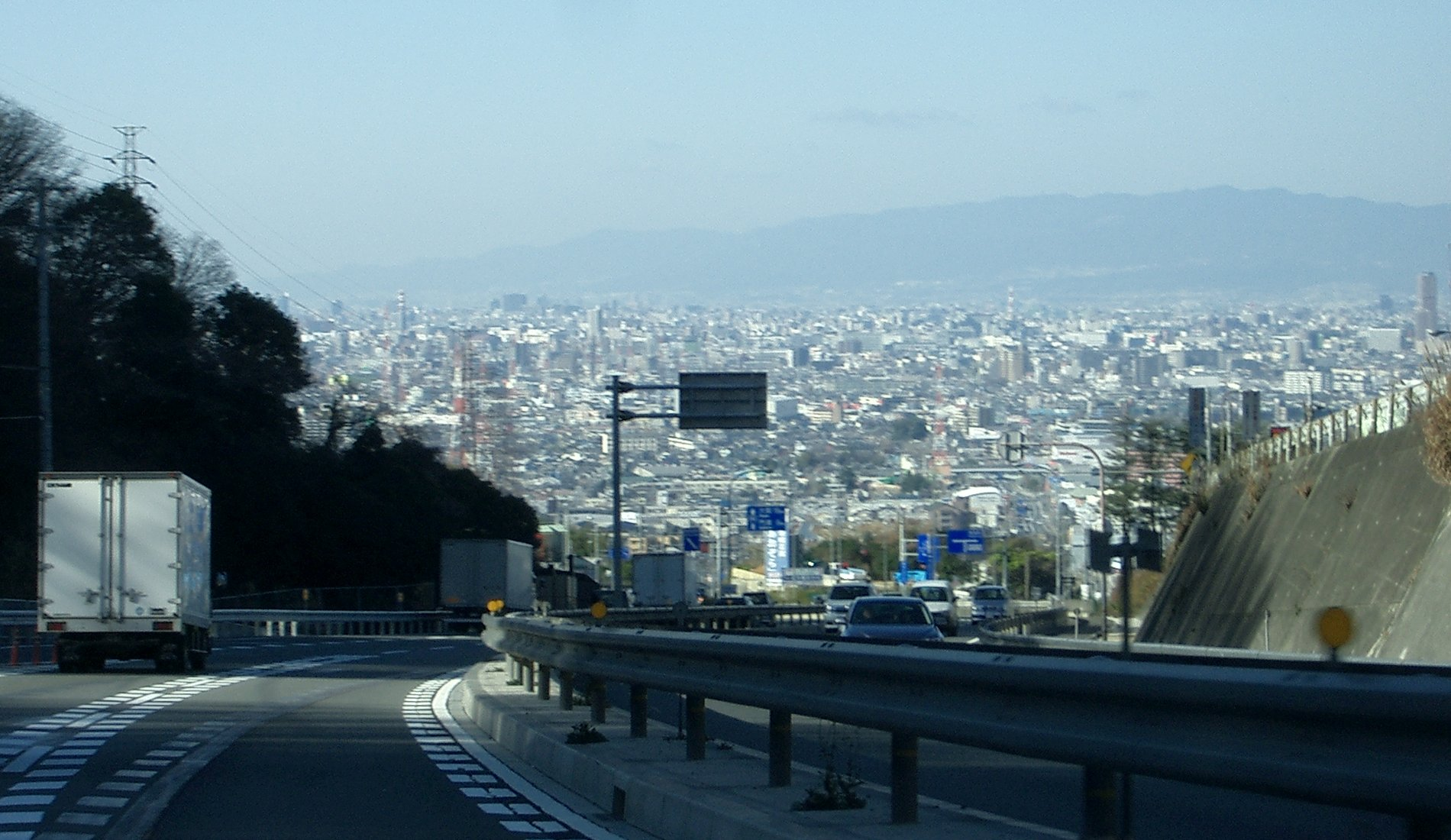
清滝生駒道路区間
（四條畷市清滝付近）
上り線から撮影。大阪平野が一望できる。

- 阪神高速13号東大阪線（大阪府） - 東大阪JCT - 水走ランプの区間。
- 第二阪奈道路（奈良県・大阪府） - 大阪府・奈良県道路公社からNEXCO西日本への移管に伴い、2019年（平成31年）4月1日に国道308号から編入。

バイパス道路
- 学研都市連絡道路（大阪府・奈良県・京都府）
  - 清滝生駒道路（奈良県・大阪府） - 一部区間のみ供用。
  - 精華拡幅（京都府） - 一部区間のみ供用。
- 木津バイパス（京都府）
- 木津東バイパス（京都府） - 2020年（令和2年）3月15日開通[11][注釈 10]。
- 東中央線（京都府）- 2020年（令和2年）3月15日全線開通[11][注釈 10]
- 井平尾バイパス（京都府）
- 銭司木屋バイパス（京都府） - 事業中。
- 北大河原バイパス (京都府） - 2016年（平成28年）8月28日開通。自転車と歩行者は通行禁止。
- 島ヶ原バイパス（三重県）
- 長野峠バイパス（三重県） - 2008年（平成10年）7月12日開通。
- 南河路バイパス（三重県）

### 重複区間

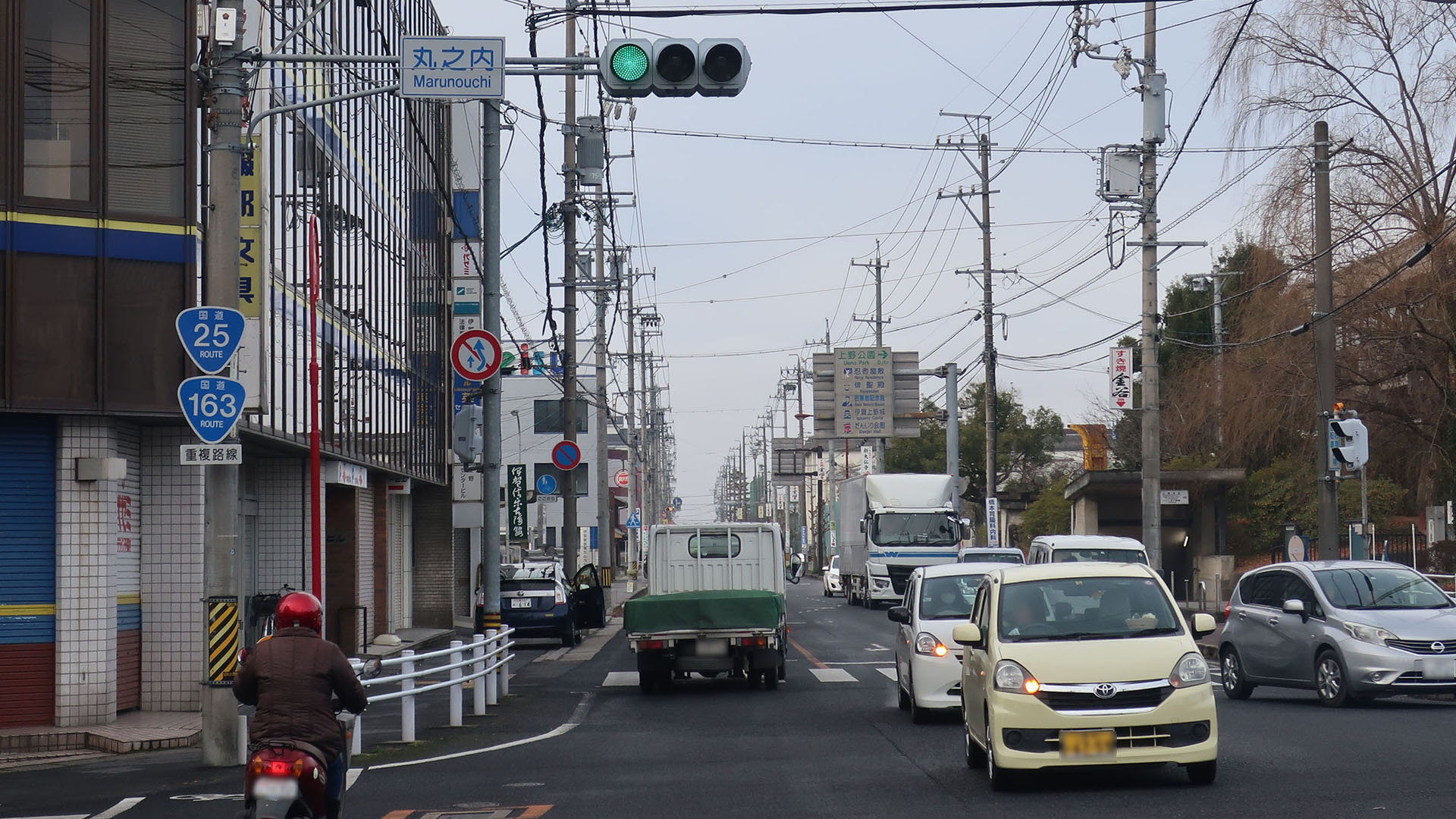
国道25号との重複区間
三重県伊賀市上野丸之内

- 国道1号（大阪府大阪市北区・梅田新道交差点（起点） - 大阪市城東区・関目5交点）
- 国道308号（第二阪奈道路）
- 国道24号（京都府木津川市・大谷交点 - 木津川市・上狛四丁町交点）
- 国道422号（三重県伊賀市・小田西交点 - 伊賀市・西大手交点）
- 国道25号（三重県伊賀市・西大手交点 - 伊賀市・農人町交点）

### 道路施設

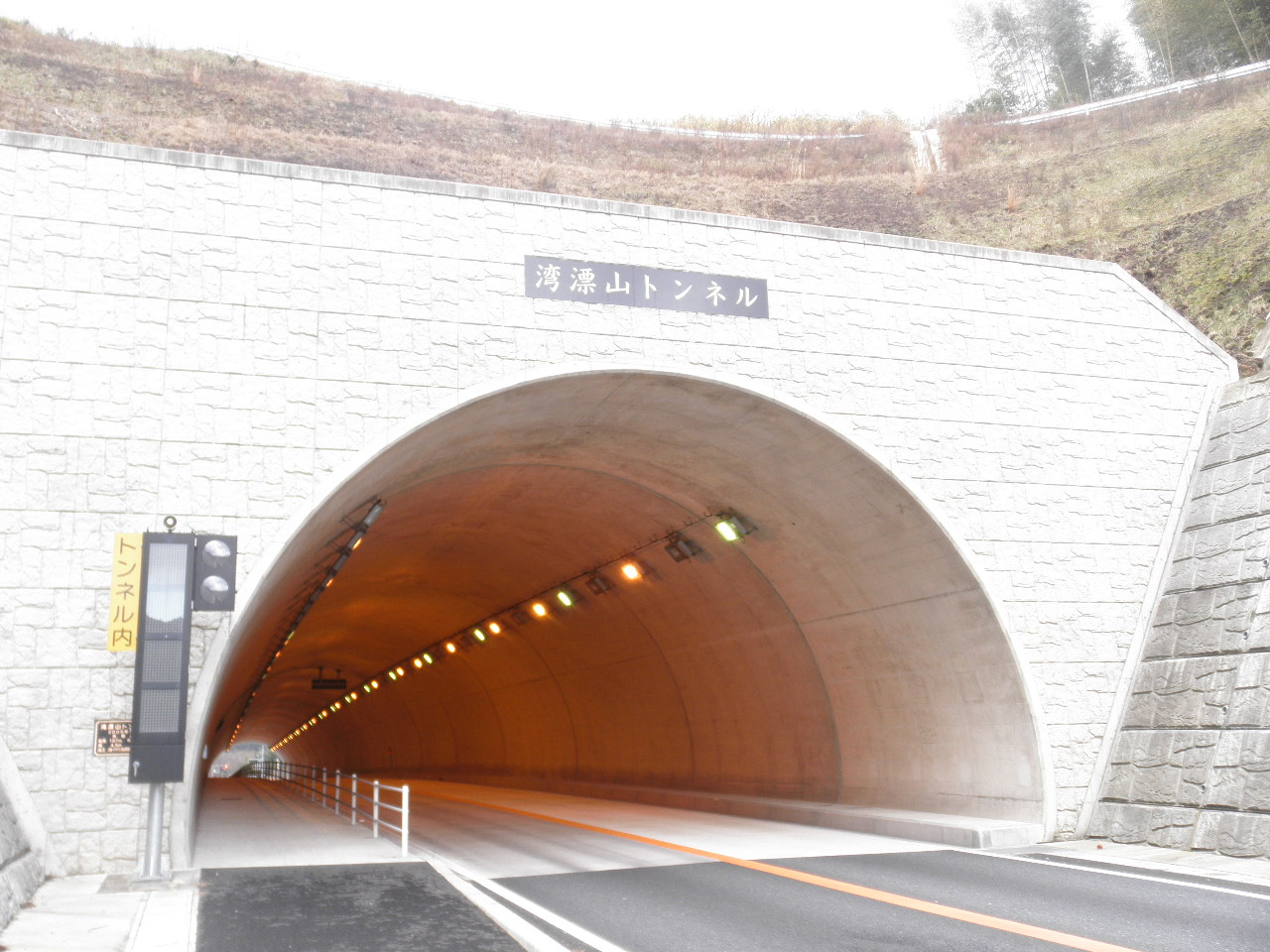
湾漂山トンネル

#### 橋梁
- 京都府
  - 高山大橋
  - 木津川橋（木津川、木津川市）
- 三重県
  - 新島ヶ原大橋（木津川、伊賀市）
  - 新長田橋（木津川、伊賀市）
  - 寺田橋（服部川、伊賀市）

#### トンネル
- 清滝第一トンネル（1,110 m） - 清滝峠の下を抜ける。1990年（平成2年）供用開始。
- 清滝第二トンネル（1,116 m） - 清滝第一トンネルの北側に並行している。2014年（平成26年）2月15日 供用開始[12]。
- 湾漂山トンネル（187 m） - 2010年（平成22年）12月20日供用開始。
- 笠置トンネル（749.5 m） - 1980年3月完成。
- 北大河原トンネル（1,512 m） - 2016年8月完成。
- 新長野トンネル（1,966 m） - 長野峠の下を抜ける。2008年（平成20年）7月12日供用開始。

#### 道の駅
- 京都府
  - お茶の京都みなみやましろ村（相楽郡南山城村）

## 地理

### 通過する自治体
- 大阪府
  - 大阪市（北区 - 都島区 - 城東区 - 旭区 - 鶴見区）- 守口市 - 門真市 - 寝屋川市 - 四條畷市
- 奈良県
  - 生駒市
- 京都府
  - 相楽郡精華町 - 木津川市 - 相楽郡和束町 - 相楽郡笠置町 - 相楽郡南山城村
- 三重県
  - 伊賀市 - 津市

### 交差する道路
| 交差する道路                                                          | 交差する場所 | 交差する場所 | 交差する場所 | 交差する場所   | 備考            | 管理者                                       |
| --------------------------------------------------------------------- | ------------ | ------------ | ------------ | -------------- | --------------- | -------------------------------------------- |
| 国道2号〈曽根崎通〉 国道25号・国道26号・国道165号 国道176号〈御堂筋〉 | 大阪府       | 大阪市       | 北区         | 梅田新道       | 国道1号と重複   | 国土交通省 大阪国道事務所 北大阪維持出張所   |
| 国道423号〈新御堂筋〉                                                 | 大阪府       | 大阪市       | 北区         | 梅新東         | 国道1号と重複   | 国土交通省 大阪国道事務所 北大阪維持出張所   |
| 阪神高速12号守口線南森町出入口                                        | 大阪府       | 大阪市       | 北区         | 堀川橋西詰     | 国道1号と重複   | 国土交通省 大阪国道事務所 北大阪維持出張所   |
| 大阪府道14号〈天神橋筋〉                                              | 大阪府       | 大阪市       | 北区         | 南森町         | 国道1号と重複   | 国土交通省 大阪国道事務所 北大阪維持出張所   |
| 大阪府道30号〈天満橋筋〉                                              | 大阪府       | 大阪市       | 北区         | 東天満         | 国道1号と重複   | 国土交通省 大阪国道事務所 北大阪維持出張所   |
| 大阪市道赤川天王寺線                                                  | 大阪府       | 大阪市       | 都島区       | 東野田町       | 国道1号と重複   | 国土交通省 大阪国道事務所 北大阪維持出張所   |
| 大阪市道上新庄生野線                                                  | 大阪府       | 大阪市       | 城東区       | 桜小橋         | 国道1号と重複   | 国土交通省 大阪国道事務所 北大阪維持出張所   |
| 大阪府道8号〈鶴見通〉 市道大阪環状線〈今里筋〉                        | 大阪府       | 大阪市       | 城東区       | 蒲生4          | 国道1号と重複   | 国土交通省 大阪国道事務所 北大阪維持出張所   |
| 大阪市道大阪環状線                                                    | 大阪府       | 大阪市       | 城東区       | 関目1          | 国道1号と重複   | 国土交通省 大阪国道事務所 北大阪維持出張所   |
| 国道1号                                                               | 大阪府       | 大阪市       | 城東区       | 関目5          | 国道1号と重複   | 国土交通省 大阪国道事務所 北大阪維持出張所   |
| 国道479号〈大阪内環状線〉                                             | 大阪府       | 大阪市       | 鶴見区       | 緑1            |                 | 国土交通省 大阪国道事務所 北大阪維持出張所   |
| 大阪府道2号〈大阪中央環状線〉                                         | 大阪府       | 門真市       | 門真市       | 松生町         | 近畿道に接続可  | 国土交通省 大阪国道事務所 北大阪維持出張所   |
| 大阪府道15号八尾茨木線                                                | 大阪府       | 門真市       | 門真市       | 試験場入口     |                 | 国土交通省 大阪国道事務所 北大阪維持出張所   |
| 国道1号〈第二京阪道路〉                                               | 大阪府       | 門真市       | 門真市       | 宮前町         | 大阪方面と接続  | 国土交通省 大阪国道事務所 北大阪維持出張所   |
| 国道1号〈第二京阪道路〉                                               | 大阪府       | 門真市       | 門真市       | 宮前町東       | 京都方面と接続  | 国土交通省 大阪国道事務所 北大阪維持出張所   |
| 大阪府道21号八尾枚方線                                                | 大阪府       | 門真市       | 門真市       | 巣本           |                 | 国土交通省 大阪国道事務所 北大阪維持出張所   |
| 国道170号〈大阪外環状線〉                                             | 大阪府       | 四條畷市     | 四條畷市     | 蔀屋           |                 | 国土交通省 大阪国道事務所 北大阪維持出張所   |
| 国道170号                                                             | 大阪府       | 四條畷市     | 四條畷市     | 西中野         | 国道170号と重複 | 国土交通省 大阪国道事務所 北大阪維持出張所   |
| 国道170号 大阪府道20号枚方富田林泉佐野線                              | 大阪府       | 四條畷市     | 四條畷市     | 東中野         | 国道170号と重複 | 国土交通省 大阪国道事務所 北大阪維持出張所   |
| 大阪府道20号枚方富田林泉佐野線                                        | 大阪府       | 四條畷市     | 四條畷市     | 中野ランプ     | 府道20号と重複  | 国土交通省 大阪国道事務所 北大阪維持出張所   |
| 国道168号                                                             | 奈良県       | 生駒市       | 生駒市       | 北田原大橋     |                 | 国土交通省 奈良国道事務所 奈良維持出張所     |
| 奈良県道7号枚方大和郡山線                                             | 奈良県       | 生駒市       | 生駒市       | 高山大橋       |                 | 国土交通省 奈良国道事務所 奈良維持出張所     |
| 京都府道52号奈良精華線                                                | 京都府       | 相楽郡       | 精華町       | 乾谷西         |                 | 国土交通省 京都国道事務所 京都第一維持出張所 |
| 京奈和自動車道山田川IC                                                | 京都府       | 相楽郡       | 精華町       | 山田川I.C      |                 | 国土交通省 京都国道事務所 京都第一維持出張所 |
| 国道24号 国道163号（現道）                                            | 京都府       | 木津川市     | 木津川市     | 大谷           |                 | 国土交通省 京都国道事務所 京都第一維持出張所 |
| 京都府道47号天理加茂木津線                                            | 京都府       | 木津川市     | 木津川市     | 鹿背山         |                 | 京都府 山城南土木事務所                      |
| 国道163号（現道）                                                     | 京都府       | 木津川市     | 木津川市     | 木津川橋       |                 | 京都府 山城南土木事務所                      |
| 京都府道44号奈良加茂線                                                | 京都府       | 木津川市     | 木津川市     | 海住山寺口     |                 | 京都府 山城南土木事務所                      |
| 京都府道5号木津信楽線                                                 | 京都府       | 木津川市     | 木津川市     | （井平尾）     |                 | 京都府 山城南土木事務所                      |
| 京都府道62号宇治木屋線                                                | 京都府       | 相楽郡       | 和束町       | 木屋           |                 | 京都府 山城南土木事務所                      |
| 京都府道4号笠置山添線                                                 | 京都府       | 相楽郡       | 笠置町       | 笠置大橋       |                 | 京都府 山城南土木事務所                      |
| 京都府道82号上野南山城線                                              | 京都府       | 相楽郡       | 南山城村     | （北大河原）   |                 | 京都府 山城南土木事務所                      |
| 国道422号                                                             | 三重県       | 伊賀市       | 伊賀市       | 小田西         | 国道422号と重複 | 三重県 伊賀建設事務所                        |
| 国道25号・国道422号                                                   | 三重県       | 伊賀市       | 伊賀市       | 西大手         | 国道422号と重複 | 三重県 伊賀建設事務所                        |
| 三重県道56号〈銀座通り〉                                              | 三重県       | 伊賀市       | 伊賀市       | 丸之内         | 国道25号と重複  | 三重県 伊賀建設事務所                        |
| 国道25号                                                              | 三重県       | 伊賀市       | 伊賀市       | 農人町         | 国道25号と重複  | 三重県 伊賀建設事務所                        |
| 国道25号〈名阪国道〉                                                  | 三重県       | 伊賀市       | 伊賀市       | 中瀬IC         |                 | 三重県 伊賀建設事務所                        |
| 三重県道2号伊賀青山線 三重県道56号上野大山田線                        | 三重県       | 伊賀市       | 伊賀市       | 平田           |                 | 三重県 伊賀建設事務所                        |
| 三重県道2号伊賀青山線                                                 | 三重県       | 伊賀市       | 伊賀市       | 川北           |                 | 三重県 伊賀建設事務所                        |
| 三重県道42号津芸濃大山田線                                            | 三重県       | 伊賀市       | 伊賀市       | （上阿波）     |                 | 三重県 伊賀建設事務所                        |
| 三重県道28号亀山白山線                                                | 三重県       | 津市         | 津市         | みさとの丘入口 | 県道28号と重複  | 三重県 津建設事務所                          |
| 三重県道28号亀山白山線                                                | 三重県       | 津市         | 津市         | （五百野）     | 県道28号と重複  | 三重県 津建設事務所                          |
| 三重県道55号久居河芸線                                                | 三重県       | 津市         | 津市         | （野田）       | 県道55号と重複  | 三重県 津建設事務所                          |
| 三重県道55号久居河芸線                                                | 三重県       | 津市         | 津市         | 殿村南         | 伊勢道に接続可  | 三重県 津建設事務所                          |
| 国道23号〈中勢バイパス〉                                              | 三重県       | 津市         | 津市         | 南河路         |                 | 三重県 津建設事務所                          |
| 国道23号                                                              | 三重県       | 津市         | 津市         | 岩田橋北       |                 | 三重県 津建設事務所                          |

※ 交差する場所の括弧書きは地名、それ以外は交差点名で表示

## ギャラリー

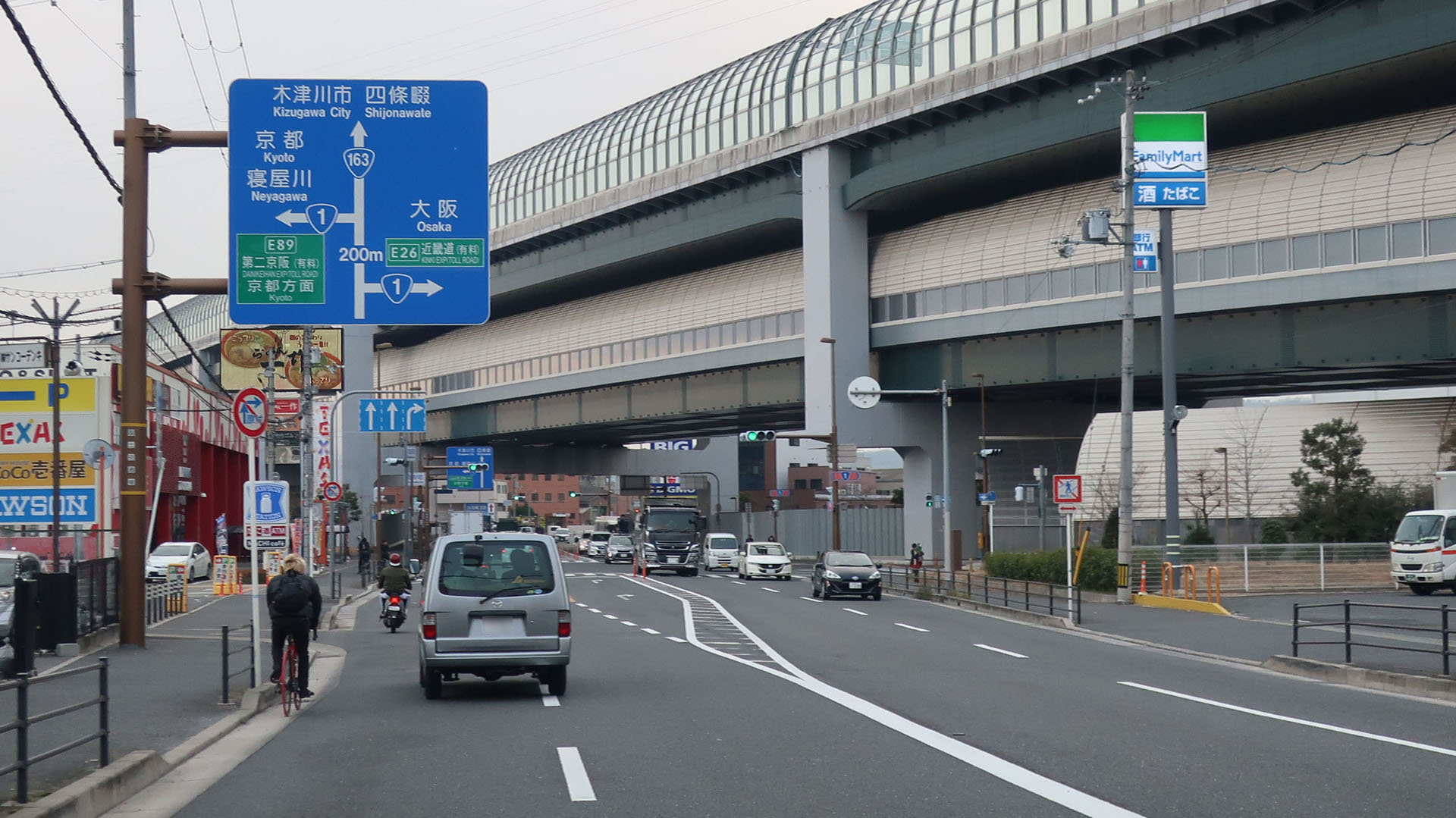
国道1号との交差 大阪府門真市宮前町
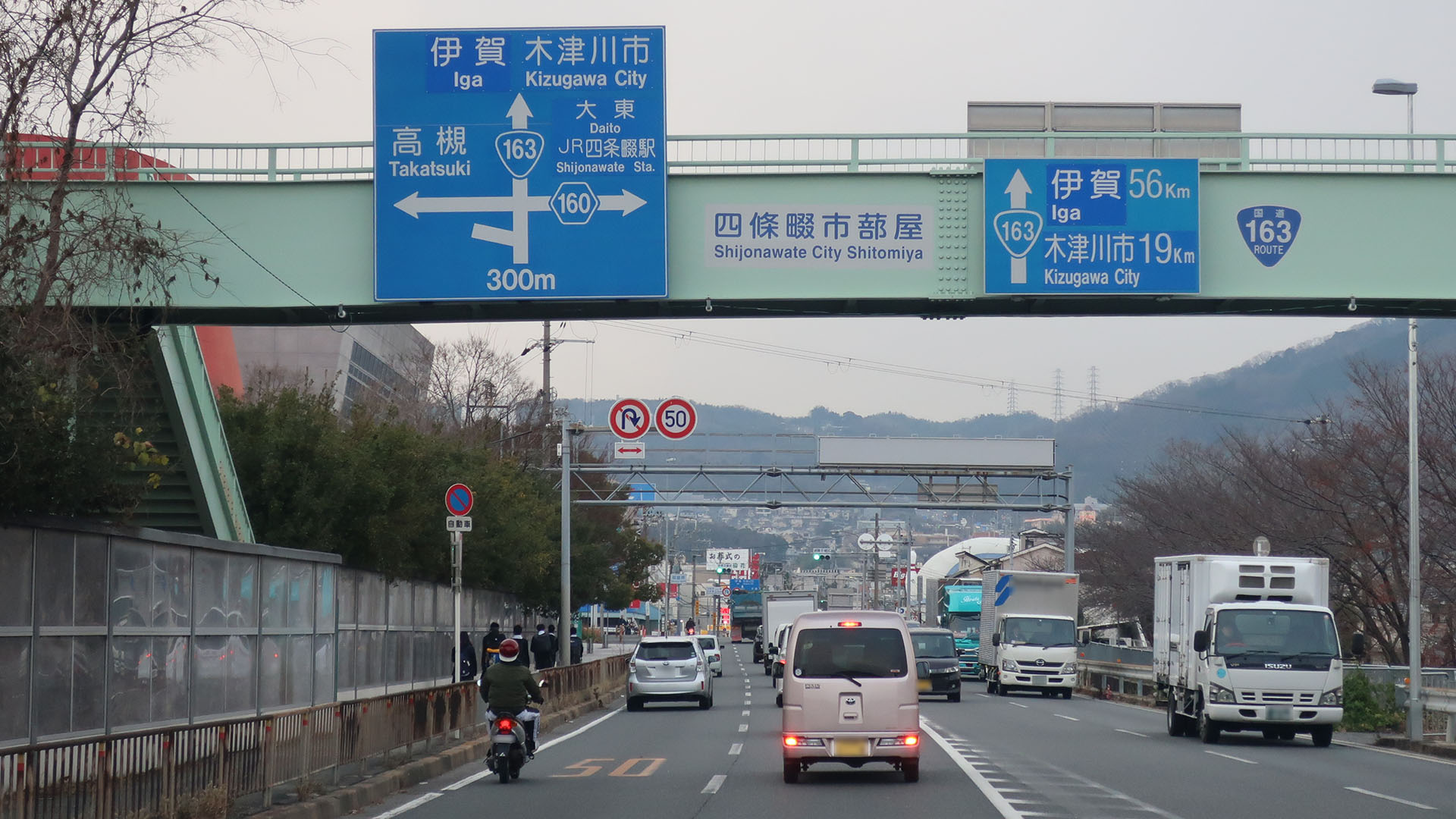
大阪府四條畷市蔀屋 （2020年1月撮影）
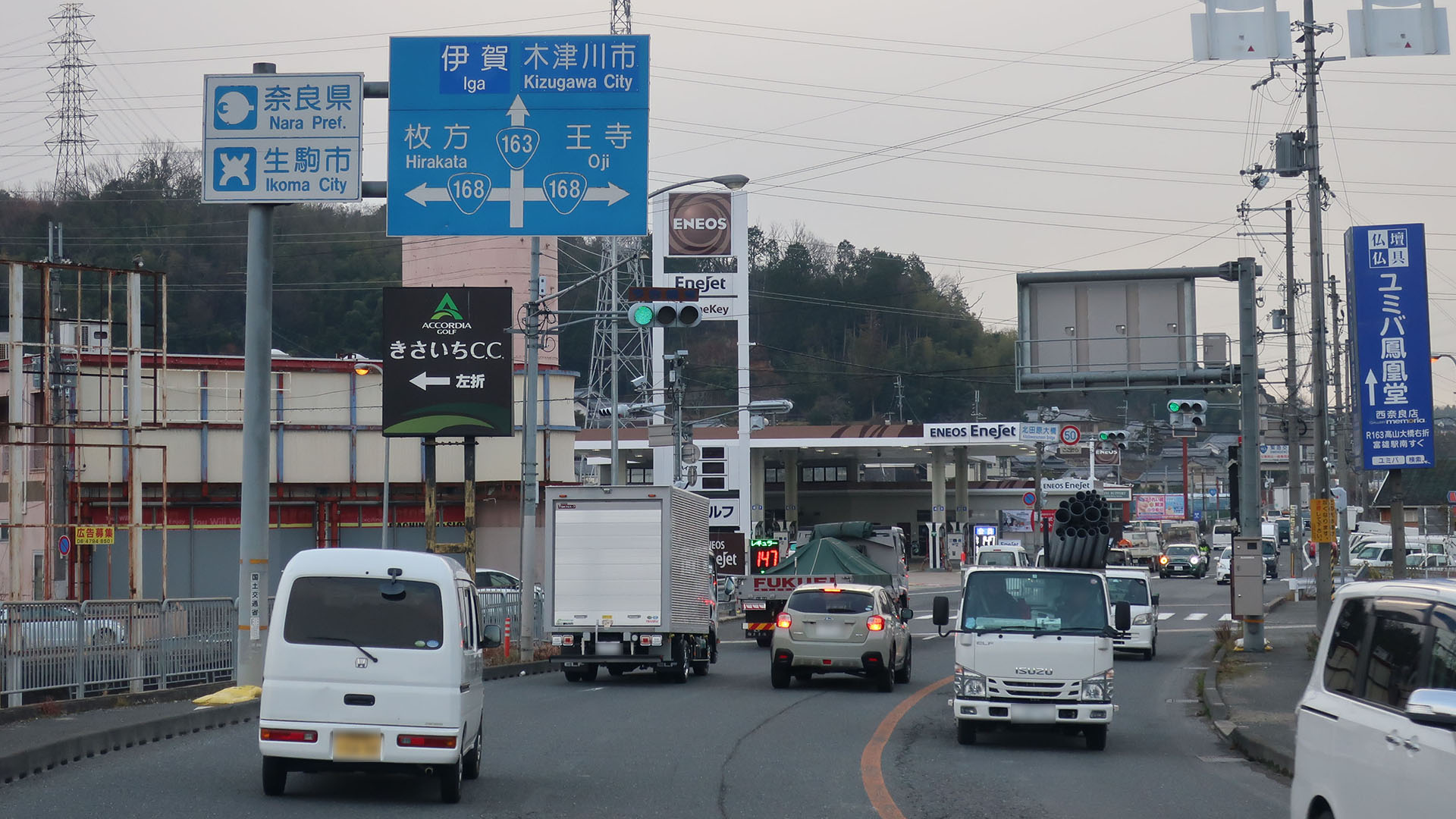
国道168号との交差（奈良県境） 奈良県生駒市北田原町
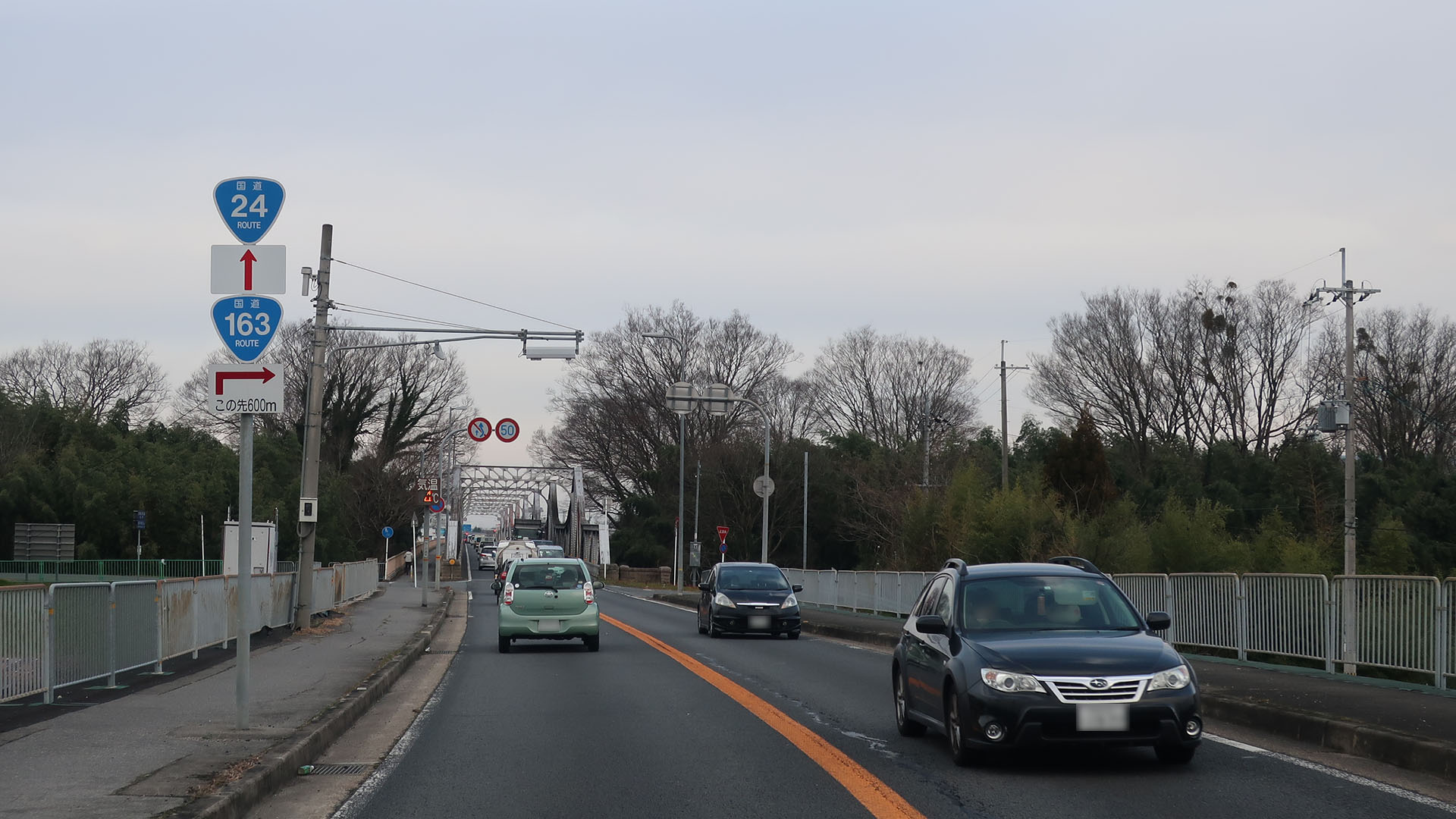
国道24号との重複 京都府木津川市木津雲村
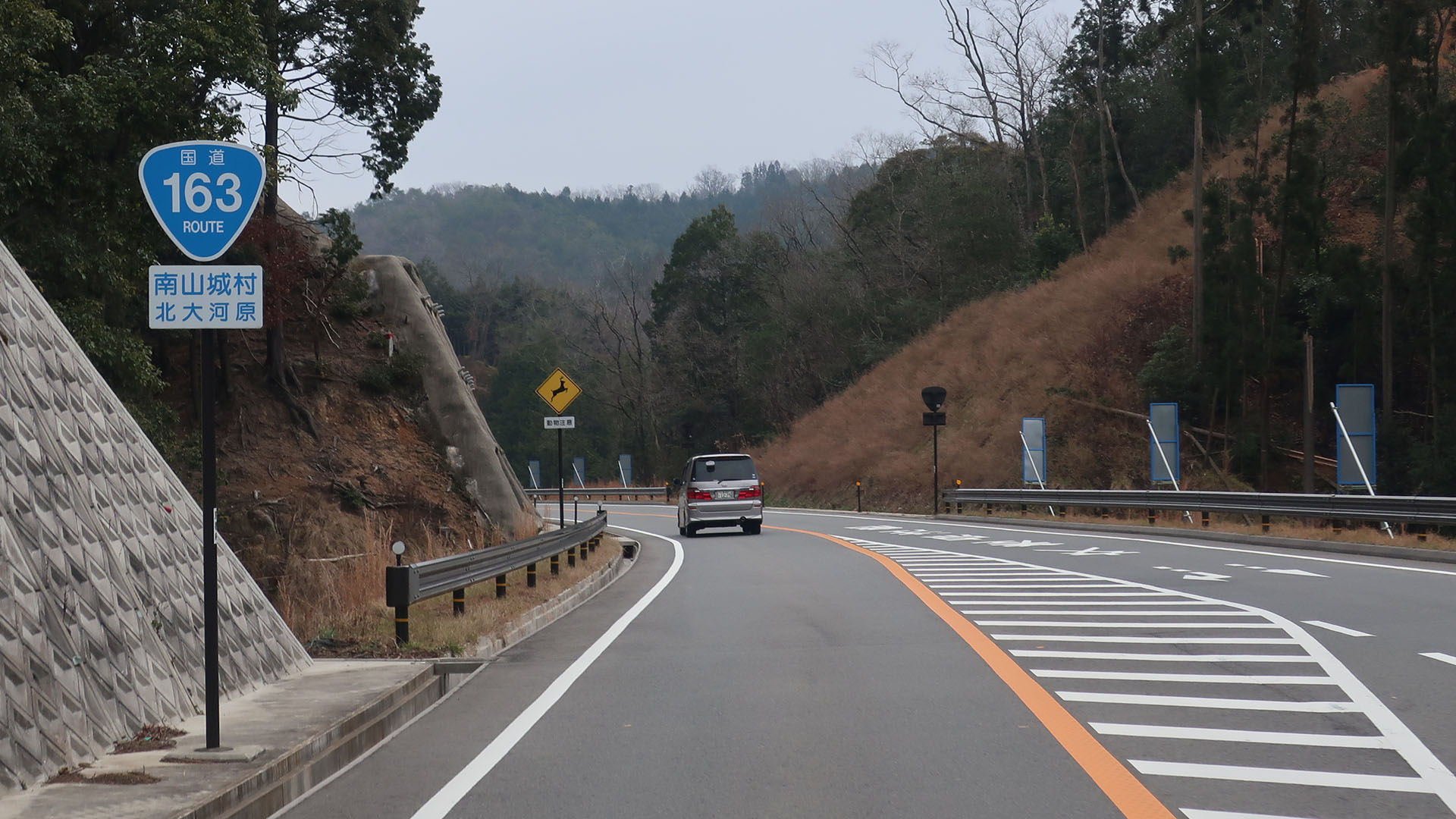
京都府相楽郡南山城村 北大河原
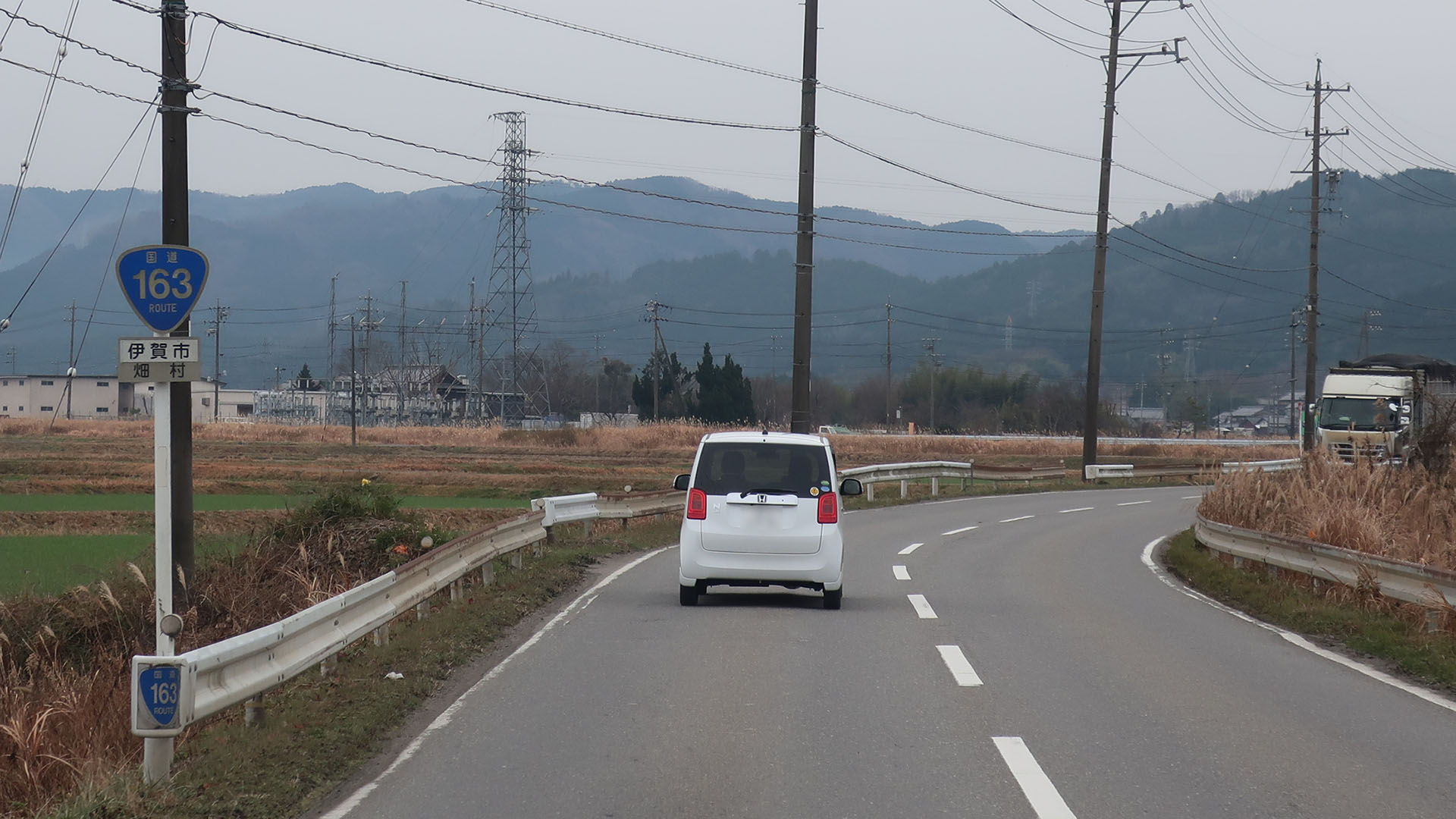
三重県伊賀市畑村 （2020年1月撮影）
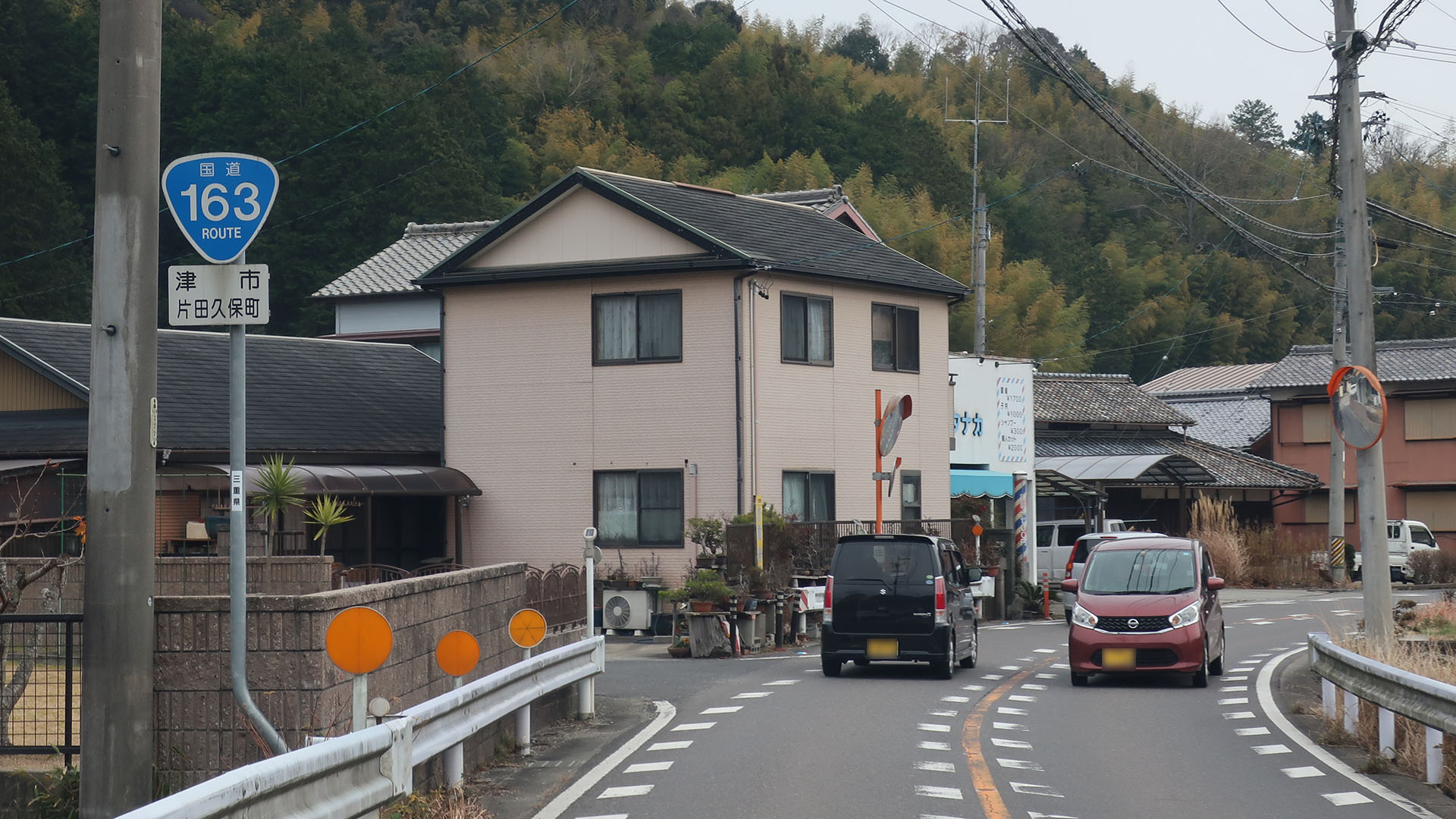
三重県津市片田久保町 （2020年1月撮影）